# Grewia faucherei
Grewia faucherei là một loài thực vật có hoa trong họ Cẩm quỳ. Loài này được Danguy mô tả khoa học đầu tiên năm 1923.